# Carlo Reali
Carlo Reali (n. 6 decembrie 1930, Padova, Italia) este un actor, actor de voce și monteur italian.

## Biografie

### Actor
După ce a jucat la cele mai bune teatre din Roma, Reali s-a dedicat cinematografiei, debutând ca actor în filmul Era notte a Roma al lui Roberto Rossellini. Apoi a lucrat mult în cinema, devenind unul dintre interpreții obișnuiți ai filmelor cu Bud Spencer, printre care Corsarul negru, Piedone africanul, Par și impar, I se spunea „Buldozerul”, Un șerif extraterestru și serialul de televiziune Noi siamo angeli.
El a apărut, de asemenea, în filme celebre pe plan internațional, cum ar fi La Cage aux folles și Drumul spre victorie. El a continuat să joace în teatru, interpretând în spectacole precum Depretore Vincenzo al lui Eduardo De Filippo sau Questi fantasmi al lui Enrico Maria Salerno. De asemenea, a lucrat ca regizor de teatru. A avut succes ca actor de televiziune, jucând în seriale precum Caracatița 3 și Distretto di polizia. A apărut, de asemenea, în miniserialul Benedetti dal Signore, cu Ezio Greggio și Enzo Iacchetti, în rolul episcopului. Activ, de asemenea, în teatrul radiofonic, el a apărut în peste o sută de comedii.

### Actor de voce
Reali este, de asemenea, un experimentat actor de voce, făcând parte din Gruppo Trenta. A început cariera sa la Società Attori Sincronizzatori, apoi a abandonat această companie în anii 1970. A dublat vocile unor actori celebri precum Steve Martin, Eli Wallach, Bob Hoskins, Danny DeVito, Michael Keaton și Tim Curry.
El a interpretat vocile mai multor personaje de desene animate, inclusiv căpitanul Hook în Mickey's Magical Christmas: Snowed in at the House of Mouse și Peter Pan: Întoarcerea în țara de Nicăieri, Winston în Oliver și prietenii, Rospus în The Black Cauldron, Horace Gură-de-Ham în Prinț și cerșetor, greierele vorbitor în Mickey's Christmas Carol și Jet McQuack în Povestirile rățoiului: Comoara lămpii pierdute și în serialul Povești cu Mac-Mac. În 2013 a fost distins cu premiul Leggio d'oro pentru întreaga carieră.

## Adaptări teatrale de televiziune
- La pelle degli altri, originale televisivo in 2 tempi di Arthur Miller e Romildo Craveri (1959)
- La cocuzza, di Giuseppe Cassieri, regia di Carlo Lodovici (1963)
- Delitto di regime - Il caso Don Minzoni, regia di Leandro Castellani (1973)

## Adaptări teatrale
- Come tu mi vuoi, de Luigi Pirandello, regie: Giorgio Albertazzi, prima al Teatro Eliseo di Roma il 12 ottobre 1966.
- Pilato sempre, de Giorgio Albertazzi, regie: Ruggero Rimini, prima al Teatro del Giglio di Lucca il 10 dicembre 1972.

## Filmografie

### Actor

#### Filme de cinema
- Era noapte la Roma (Era notte a Roma), regie: Roberto Rossellini (1960)
- Michelino Cucchiarella, regie: Tiziano Longo (1964)
- La vendetta della signora, regie: Bernhard Wicki (1964)
- L'amor breve (1969)
- Una coccarda per il re (1970)
- Il corsaro nero, regie: Lorenzo Gicca Palli (1971)
- Il mostro, regie: Luigi Zampa (1977)
- Il vizietto, regie: Édouard Molinaro (1978)
- Piedone africanul (Piedone l'africano), regie: Steno (1978)
- Par și impar  (Pari e dispari), regie: Sergio Corbucci (1978)
- I se spunea „Buldozerul” (Lo chiamavano Bulldozer), regie: Michele Lupo (1978)
- Un șerif extraterestru (Uno sceriffo extraterrestre... poco extra e molto terrestre), regie: Michele Lupo (1979)
- Toate mi se întâmplă numai mie (Chissà perché... capitano tutte a me), regie: Michele Lupo (1980)
- Atenție la pana de vultur (Occhio alla penna), regie: Michele Lupo (1980)
- Banana Joe, regie: Steno (1981)
- Camere da letto, regie: Simona Izzo (1997)
- Monella, regie: Tinto Brass (1998)
- I giudici - Excellent Cadavers, regie: Ricky Tognazzi (1999)

#### Filme de televiziune
- La trincea (1961)
- Il mondo è una prigione, regie: Vittorio Cottafavi (1962)

### Monteur
- Il matto, regie: Franco Giornelli (1980)

## Dublaj de voce
- Don Ameche în Una poltrona per due, Cocoon - L'energia dell'universo, Il principe cerca moglie, Cocoon - Il ritorno
- Ian McDiarmid în Star Wars: Episodio I - La minaccia fantasma, Star Wars: Episodio II - L'attacco dei cloni, L'Impero colpisce ancora (riedizione 2004)
- Stan Lee în Thor: Ragnarok, Black Panther, Avengers: Infinity War, Ant-Man and the Wasp
- Eli Wallach în Funny Money - Come fare i soldi senza lavorare, L'amore non va in vacanza
- Steve Martin în Looney Tunes: Back in Action
- David Darlow în Era mio padre
- Mickey Rooney în Notte al museo - Il segreto del faraone
- Alan Arkin în Insospettabili sospetti
- Stephen Dillane în King Arthur
- Jeffrey Tambor în Il Grinch
- Roger Lloyd-Pack în Harry Potter e il calice di fuoco
- Timothy Bartlett in Lo Hobbit - La battaglia delle cinque armate
- Don Creech in X-Men - L'inizio
- Alan Dale in Indiana Jones e il regno del teschio di cristallo
- David Ryall în Il giro del mondo in 80 giorni
- Peter Boyle în Scooby-Doo 2 - Mostri scatenati
- Darrell Hammond în Scary Movie 3 - Una risata vi seppellirà
- Christopher Ravenscroft în Enrico V
- Robert Prosky în Mrs. Doubtfire - Mammo per sempre
- Danny DeVito în Mezzo professore tra i marines
- Michael Keaton în Beetlejuice - Spiritello porcello
- Rod Taylor în Bastardi senza gloria
- André Penvern în Chef - Riderete di gusto
- Lloyd Bridges în L'aereo più pazzo del mondo... sempre più pazzo
- Simon Callow în Il fantasma dell'Opera
- Mark Brutsche în My One and Only
- Colm Wilkinson și Michael Sarne în Les Misérables
- Roy Dotrice în La lettera scarlatta
- Geoffrey Lewis în L'uomo senza volto
- Charles L. Campbell în I pinguini di Mr. Popper
- Ali Reza Farahnakian în Fuori controllo
- Geoffrey Rush în Due amiche esplosive
- Warren Munson în Abbasso l'amore
- Bruce Jarchow în Ghost - Fantasma
- Geoffrey Palmer în Paddington
- Jim Haynie în Un ciclone in casa
- Howard Morris în Splash - Una sirena a Manhattan
- Patrick Malahide în Billy Elliot
- Steve Millichamp în Interceptor

### Filme de animație
- Pinocchio în Pinocchio
- Bilbo Baggins în Il Signore degli Anelli
- Rospus în Taron e la pentola magica
- Winston în Oliver & Company
- Orazio în Il principe e il povero
- Grillo Parlante în Canto di Natale di Topolino (ridoppiaggio)
- Jet McQuack în Zio Paperone alla ricerca della lampada perduta
- Capitano Uncino în Il bianco Natale di Topolino - È festa in casa Disney, Topolino e i Cattivi Disney, Ritorno all'Isola che non c'è
- Re Stefano în Disney Princess: Le magiche fiabe - Insegui i tuoi sogni
- Nonno Bud în I Robinson - Una famiglia spaziale
- Sheev Palpatine/Darth Sidious în Star Wars: The Clone Wars
- Cucchiai în Rango
- Hara Motro în Il castello nel cielo
- Zio Dom în La bottega dei suicidi
- Segretario degli Interni în Planes 2 - Missione antincendio
- Matusalemix în Asterix e il Regno degli dei
- L'esaminatore în Il piccolo principe
- Junior Moon în Cars 3
- Julio Rivera în Coco
- Billingsley în Bigfoot Junior

### Seriale de televiziune
- Ken Jenkins în Scrubs - Medici ai primi ferri, Cougar Town
- Dominic Chianese în I Soprano
- Tim Curry în It
- John Nolan în Person of Interest
- Vim Morello în Suits
- Dominic Carter în Il Trono di Spade

### Seriale de desene animate
- Sheev Palpatine/Darth Sidious în Star Wars: Clone Wars, Star Wars: The Clone Wars, Star Wars Rebels
- Capitan Uncino în House of Mouse - Il Topoclub, Jake e i pirati dell'Isola che non c'è
- Jet McQuack în DuckTales - Avventure di paperi
- Orchiello în I Gummi
- Detective Oscar Lampadina în Argai
- Voce narrante în Anna dai capelli rossi
- Zuril (3° voce) în Ufo Robot Goldrake
- Professore Gerald Robotnik în Sonic X

### Jocuri video
- Palpatine în Disney Infinity 3.0

## Premii
- 2013 - Leggio d'oro pentru întreaga carieră.[4]

## Legături externe
- Carlo Reali, pe Il mondo dei doppiatori, AntonioGenna.net.
- Carlo Reali la Internet Movie Database
- Carlo Reali, pe AllMovie, All Media Network.
- Carlo Reali, pe filmportal.de.